# النصر العظيم
النصر العظيم (بالإنجليزية: The Great Victory)‏ هو فيلم أبيض وأسود درامي حربي أمريكي صامت إنتاج عام 1919 من إخراج تشارلز ميلر، بطولة كريتون هيل وفلورنس بيلينجز وهيلين فيرجسون. تم صنعه كدعاية مناهضة لألمانيا خلال الحرب العالمية الأولى، على الرغم من إطلاقه بعد نهاية الصراع.

## ملخص الفيلم
يُجبر الشاب كونراد لو بريت من الألزاسي على التجنيد في الجيش الألماني عند اندلاع الحرب الفرنسية البروسية. فزعته الفظائع التي ارتكبها القوات من قتل الأطفال واغتصاب النساء، بما في ذلك اغتصاب أخته، بعد أن وقع في حب ممرضة أمريكية، قرر الهجرة متعهداً بالعودة والانتقام، ويسافر إلى الولايات المتحدة وينضم إلى الجيش الأمريكي مع الألزاسيين الآخرين يعودون إلى أوروبا لتأمين النصر.

## طاقم التمثيل
- كريتون هيل في دور كونراد لو بريت
- فلورنس بيلينجز في دور فيلما لو بريت
- إدوارد كونيلي في دور بول لو بريت
- هيلين فيرجسون في دور ايمي جوردون
- فرانك كوريير في دور ويليام جوردون
- فريدريك ترويسديل في دور وودرو ويلسون
- هنري كولكر في دور القيصر فيلهلم الثاني
- جوزيف كيلغور في دور الجنرال فون بيسينج
- مارجريت ماكويد في دور الممرضة إديث كافيل
- إيرل شينك في دور ملازمًا أوبر / ولي العهد
- هنري كارفيل في دور الكونت فون بسمارك
- فلورنس شورت في دور إيلين
- بيبي آيفي وارد في دور طفل إيلين
- آندي كلارك في دور فرانسوا
- جيمس أ.فوري في دور كاهن
- فريد ر. ستانتون في دور الرقيب جروس
- ليو ديلاني في دور فريدريك الثالث
- فاني كوجان في دور الإمبراطورة فيكتوريا
- إميل هوش في دور الجنرال فون هيندنبورغ
- تشارلز إدواردز في دور القس جوزيف ويلسون
- ماي ألين في دور السيدة جوزيف ويلسون
- كارل دين في دور فون بيثمان هولفيغ
- كارل دي ميل في دور الكونت فون مولتك

## روابط خارجية
- النصر العظيم  في قاعدة بيانات الأفلام على الإنترنت (بالإنجليزية)